# Ketoprak
 (août 2025).
Si vous disposez d'ouvrages ou d'articles de référence ou si vous connaissez des sites web de qualité traitant du thème abordé ici, merci de compléter l'article en donnant les références utiles à sa vérifiabilité et en les liant à la section « Notes et références ».
 (mai 2025).
Le ketoprak est un plat végétarien indonésien, à base de tofu, de légumes, de lontong et de vermicelles de riz, servis dans une sauce arachide épaisse et épicée à base de cacahuètes. Le ketoprak peut aussi être agrémenté d'œufs bouillis.

## Origines
Le Ketoprak est ancré dans la tradition culinaire de l'Indonésie, spécifiquement dans la culture javanaise, où il est considéré comme un élément à part entière du patrimoine gastronomique local. Bien que les origines exactes du Ketoprak soient sujettes à débat, il est largement accepté qu'il a vu le jour à Java au milieu du 20e siècle. 
Traditionnellement servi par des vendeurs ambulants, le Ketoprak est également présent lors de célébrations et d'événements culturels javanais.

### Étymologie
L'étymologie du mot ketoprak est inconnue, mais la version la plus répandue veut qu'il soit l'acronyme de ses ingrédients : à savoir « ket » pour ketupat, « to » pour tahu, et « prak » pour digeprak (mot betawi pour « écrasé »), qui décrit le broyage de l'ail, du piment et des cacahuètes à la base de la sauce du plat.

## Ingrédients
Le ketoprak consiste en des tranches de tofu, du gâteau de riz (lontong ou ketupat), des tranches de chou et de concombre, de bihun (vermicelles de riz fin), de pousses de soja, servis dans une sauce arachide, garnis de krupuk et d'échalotes frites.
La sauce arachide est faite de cacahuètes écrasées et de sucre de palme, d'ail, de piment, de sel et de kecap manis (sauce soja sucrée).

### Variations Régionales
Le Ketoprak, bien que plat typiquement javanais, présente des variations dans sa préparation et ses ingrédients qui reflètent la diversité culinaire de l'Indonésie. Ces différences régionales mettent en lumière l'adaptabilité du plat aux goûts locaux et aux ressources disponibles. Bien que la recette de base du Ketoprak reste largement uniforme à travers le pays, certains ajustements peuvent être observés.

#### Java
À Java, le berceau du Ketoprak, le plat suit la recette traditionnelle qui inclut des vermicelles de riz, du tofu frit, des germes de soja, des tranches de concombre, et des œufs durs, le tout nappé d'une sauce aux cacahuètes. La particularité du Ketoprak javanais réside souvent dans la sauce, qui peut varier en degré de piquant et dans la proportion d'ingrédients comme l'ail, le piment, et le tamarin, offrant ainsi une gamme de saveurs unique d'une région à l'autre.

#### Sumatra
En Sumatra, le Ketoprak peut intégrer des éléments distincts, comme l'ajout de pommes de terre bouillies ou de morceaux de tempeh. La sauce aux cacahuètes peut également être ajustée avec des épices locales, donnant au plat une dimension gustative légèrement différente.

#### Bali
À Bali, sont fréquemment incorporés au Ketoprak des légumes locaux et des épices spécifiques à l'île, comme la citronnelle ou le galanga.

#### Kalimantan
À Kalimantan, le Ketoprak peut parfois inclure des fruits de mer, tels que des crevettes ou des petits poissons frits, ajoutant une composante marine à ce plat traditionnellement végétarien. Cette adaptation reflète l'abondance de ressources aquatiques dans la région et la préférence locale pour les protéines de la mer.

#### Sulawesi
Sulawesi, connue pour ses épices et ses herbes aromatiques, peut offrir un Ketoprak où la sauce aux cacahuètes est rehaussée d'épices locales. Les habitants de Sulawesi apprécient également un niveau de piquant supérieur, ce qui se traduit souvent par une généreuse utilisation de piments dans la sauce.

## Plats similaires
Le ketoprak est similaire au lotek et au karedok de Java occidental, du gado-gado de Jakarta et du pecel de Java central. Il existe également un plat similaire à Singapour appelé satay bee hoon.